# Miguel Ángel Villarroya Vilalta
Miguel Ángel Villarroya Vilalta (La Galera, Montsià, 15 de maig de 1957) és un militar català, general de l'Exèrcit de l'Aire d'Espanya, que va exercir de cap de l'Estat Major de la Defensa entre gener de 2020 i gener de 2021. Prèviament, entre el 2017 i el 2020, va ser director del Gabinet Tècnic de les ministres de Defensa María Dolores de Cospedal i Margarita Robles.

## Trajectòria
Graduat a l'Acadèmia General de l'Aire en la 32a promoció, va obtenir el despatx de tinent de l'Arma d'Aviació, Escala de l'Aire, el 14 de juliol de 1980. Després va estar al Grup d'Escoles de Matacán i l'any 1981 va ser destinat a l'Ala 31. El juliol del 1983 va ascendir a capità, i el juliol del 1989, a comandant, i va continuar en la mateixa destinació. El juliol del 1996 va ser destinat a la Caserna General del Comandament Operatiu Aeri, on va ascendir a tinent coronel el novembre del 1998.
A la Base Aèria de Torrejón de Ardoz, entre el 2000 i el 2005, va exercir com a cap de les Forces Aèries i, ja com a coronel, com el seu cap entre el 2005 i el 2011. Entre l'abril del 2012 i el maig del 2014 va ser sotsdirector del Grup Aeri Europeu i entre el juliol del 2014 i el juliol del 2015 va ser cap de la Secretaria General de l'Estat Major de l'Aire.
El gener del 2011 va ser ascendit a general de brigada, i tres anys més tard, a general de divisió. Com a general de divisió, l'any 2015 va ser nomenat cap del Comandament Aeri de Canàries, fins a l'abril del 2017, quan va ser nomenat director del Gabinet Tècnic de la ministra de Defensa María Dolores de Cospedal i ascendit a tinent general.
El juny del 2018, el canvi de govern va portar a ocupar la titularitat del Ministeri de Defensa espanyol Margarita Robles, que va renovar la confiança en Villarroya com a director del Gabinet Tècnic.
El 15 de gener del 2020, el president del Govern espanyol, Pedro Sánchez, el va nomenar Cap de l'Estat Major de la Defensa (JEMAD), càrrec que li va comportar l'ascens a general de l'Aire.
Durant els seus primers mesos de mandat, es va encarregar de dirigir l'Operació Balmis, una operació militar-sanitària per fer front l'afectació de la pandèmia de COVID-19 a l'Estat espanyol.11 A finals d'octubre de 2020, la ministra de Defensa espanyola, Margarita Robles, li va concedir la medalla de l'Operació Balmis, creada aquell mateix any per a reconèixer el treball del personal de les Forces Armades que hi van col·laborar.
El 23 de gener de 2021 va presentar la dimissió després de fer-se públic que es va administrar la vacuna contra la COVID-19 vulnerant el calendari de planificació estatal que avantposava a sectors de població de risc. El 26 de gener de 2021, el Consell de Ministres d'Espanya va aprovar el cessament i es va fer efectiu l'endemà amb l'entrada en el càrrec de l'almirall general Teodoro Esteban López Calderón com a successor. Després de la retirada al capdavant de la prefectura de l'Estat Major, la ministra de Defensa espanyola, Margarita Robles, el va nomenar a proposta seva com a membre de l'Assemblea de la Reial i Militar Orde de Sant Hermenegild, dret reservat als militars reconeguts amb una trajectòria de «constància en el servei» i de «conducta irreprotxable».
Dos mesos després de la seva dimissió, el ministeri de Defensa espanyol el va recol·locar com a conseller de Defensa en la missió observadora permanent d'Espanya davant l'Organització dels Estats Americans (OEA) i assessor per a Afers de Seguretat Hemisfèrica, un càrrec amb residència a Washington DC. Es considera un lloc de feina amb molt bones condiccions econòmiques i «molt còmode».

## Distincions
Villarroya ha obtingut les següents distincions:
- Gran Creu del Mèrit Aeronàutic (distintiu blanc).
- Gran Creu del Reial i Militar Orde de Sant Hermenegild.
- Placa del Reial i Militar Orde de Sant Hermenegild.
- Encomana del Reial i Militar Orde de Sant Hermenegild.
- Creu del Reial i Militar Orde de Sant Hermenegild.
- Gran Creu del Mèrit de la Guàrdia Civil.
- Creu del Mèrit Aeronàutic de 2a classe.
- Creu del Mèrit Aeronàutic de 1a classe amb caràcter extraordinari. Dues vegades.
- Creu del Mèrit Aeronàutic (distintiu blanc). Dues vegades.
- Creu del Mèrit Militar de 1a classe amb caràcter extraordinari.
- Creu de Plata de l'Orde del Mèrit de la Guàrdia Civil.
- Encomana de número del Reial i Distingit Orde Espanyol de Carles III.
- Encomana del Reial i Americana Orde d'Isabel la Catòlica.
- Medalla de la Campanya d'Alliberament de Kuwait.
- Medalla OTAN.
- Medalla de l'Orde Nacional del Mèrit de la República de Malta, en grau de «Companion».

### Distintius
- Ales de Pilot Observador (Espanya).
- Distintiu d'Operacions de Manteniment de la Pau amb passadors «Golf Pèrsic», «Provide Confort», «UNPROFOR» i «Adriàtic» (Espanya).
- Distintiu de funció de l'Estat Major de l'Aire (Espanya).
- Distintiu de funció de l'Estat Major de la Defensa (Espanya).